# 마이크로소프트 픽셀센스
마이크로소프트 픽셀센스(Microsoft PixelSense, 이전 명칭: 마이크로소프트 서피스)는 한 명 이상의 사람이 실생활 물체를 사용하고 만질 수 있게 하고 동시에 디지털 콘텐츠를 공유하는 상호작용 서피스 컴퓨팅 플랫폼이다. 픽셀센스 플랫폼은 비전 기반 멀티터치 PC 하드웨어, 360도 다중 사용자 애플리케이션 디자인, 또 NUI를 만들기 위한 윈도우 소프트웨어를 병합하는 소프트웨어와 하드웨어 제품들로 구성되어 있다.

## 역사
제품의 개념은 2001년 마이크로소프트 하드웨어의 스티븐(Steven Bathiche), 마이크로소프트 리서치의 앤디 윌슨(Andy Wilson)에 의해 만들어졌다.

## 하드웨어 사양

### 마이크로소프트 서피스 1.0
- 소프트웨어 개발 키트 (SDK): 마이크로소프트 서피스 1.0
- 폼 팩터 사용: 테이블, 카운터
- 디스플레이 + 비전 인풋 기술: 후방 프로젝션 DLP (카메라 포함)
- 가격: $10,000 USD부터 시작
- 무게: 198 lbs (90 kg)
- 물리적 크기 (L × W × H): 42.5 × 27 × 21 in (108 × 68.6 × 53.3 cm)
- CPU: 인텔 코어 2 Duo 2.13 GHz 프로세서
- 그래픽스 (GPU): ATI Radeon X1650 – 256 MB
- 메모리: 2 GB DDR2
- 스토리지 (하드 드라이브): 160 GB HDD
- 디스플레이 크기: 30 인치 (76.2 cm) 대각선
- 디스플레이 해상도: 1024×768 – 4:3 화면비
- 확장 (포트): XGA (DE-15) 비디오 아웃, RGB 아날로그 컴포넌트 비디오 아웃, RCA 아날로그 컴포넌트 오디오 아웃, 4 USB 포트
- 네트워크: 와이파이 802.11g, 블루투스, 이더넷 10/100
- 운영 체제: 윈도우 비스타 (32비트)

### 삼성 SUR40 with 마이크로소프트 픽셀센스
- 소프트웨어 개발 키트 (SDK): 마이크로소프트 서피스 2.0
- 폼 팩터 사용: 테이블, 카운터, 키오스크, 벽
- 디스플레이 + 비전 인풋 기술: 씬 LCD (픽셀센스 기술 포함)
- 가격: $8,400 USD부터 시작
- 무게: 80 lbs (36 kg)
- 물리적 크기 (L × W × H): 42.7 × 27.5 × 4 in (108.5 × 69.9 × 10.2 cm)
- CPU: AMD Athlon II X2 2.9 GHz 듀얼 코어 프로세서
- 그래픽스 (GPU): AMD Radeon HD 6570M – 1 GB GDDR5
- 메모리: 4 GB DDR3
- 스토리지 (하드 드라이브): 320 GB HDD
- 디스플레이 크기: 40 인치 (101.6 cm) 대각선
- 디스플레이 해상도: 1920×1080 – 16:9 화면비
- 확장 (포트): HDMI 입출력, S/PDIF 5.1 디지털 오디오 서라운드 사운드 아웃, RCA 아날로그 컴포넌트 오디오 아웃, 3.5 mm TRS (스테레오 미니잭) 오디오 아웃, 4 USB 포트
- 네트워크: 와이파이 802.11n, 블루투스, 이더넷 10/100/1000
- 운영 체제: 윈도우 7 프로페셔널 for 임베디드 시스템 (64비트)

## 같이 보기
- 다이아몬드터치
- 멀티터치